# 高华 (政治人物)
高华（1957年9月—），男，山东济阳人，中华人民共和国政治人物。

## 生平
1974年8月参加工作。1985年10月加入中国共产党。1992年4月起，先后任中共海西蒙古族藏族自治州冷湖工委副书记、行委主任；海西州计经委副主任，党组书记、主任。2000年6月起，先后任海西州政府副州长，州委常委、政府副州长，州委副书记（正厅级）。2007年7月，任中共海北藏族自治州委书记。
2008年2月，任青海省人民政府秘书长、省政府办公厅党组书记。2015年5月，任青海省副省长、秘书长。2016年5月，不再兼任青海省人民政府秘书长。2018年1月至2021年2月，任青海省人大常委会副主任、党组副书记。